# Box Springs Mountain
Der Box Springs Mountain ist ein 939 m hoher Berg im Riverside County, Kalifornien, Vereinigte Staaten und höchster Gipfel der Box Springs Mountains. Der Großteil des Berges ist als Teil des Box Springs Mountain Reserves, einem 4,67 km² großen Park, geschützt. Auf dem Gipfel befinden sich trotzdem einige Funktürme.

## Geografie
Der Box Springs Mountain liegt im Riverside County in Kalifornien, USA, östlich von Riverside und nordwestlich von Moreno Valley. Er bildet einen Teil der gemeinsamen Grenze der beiden Städte. Der Box Springs Mountain ist 939 m hoch.
Für viele Tiere stellt der Berg einen Teil ihres Lebensraums dar, darunter Schlangen, Eidechsen, Kojoten, Luchse, Pumas, Bären, Hirsche und Esel. Letztgenannte wagen sich teils auch in die Nähe des Menschen. Daneben wachsen einige Eukalyptusbäume, die gepflanzt wurden, um Wasservorkommen zu markieren.
Der Berg ist anfällig für Waldbrände. Diese verkohlen die Hänge und sind so eine Gefahr für die Anwohner am Fuß des Berges.

## Geschichte

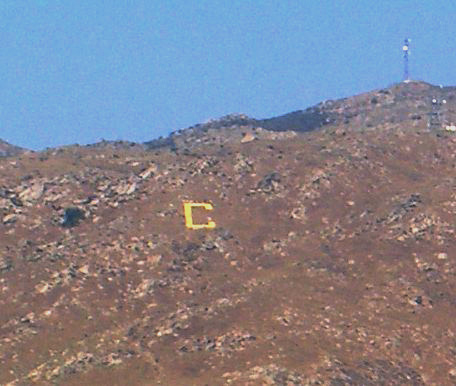
"C" auf Riversides Seite

Angeblich kam der Box Springs Mountain während der 1880er Jahre zu seinem Namen, als Fuhrleute an einer Quelle (englisch: spring) hielten, um ihre Pferde zu tränken. Einer von ihnen ging mit einer Box zur Quelle und sammelte darin Wasser.

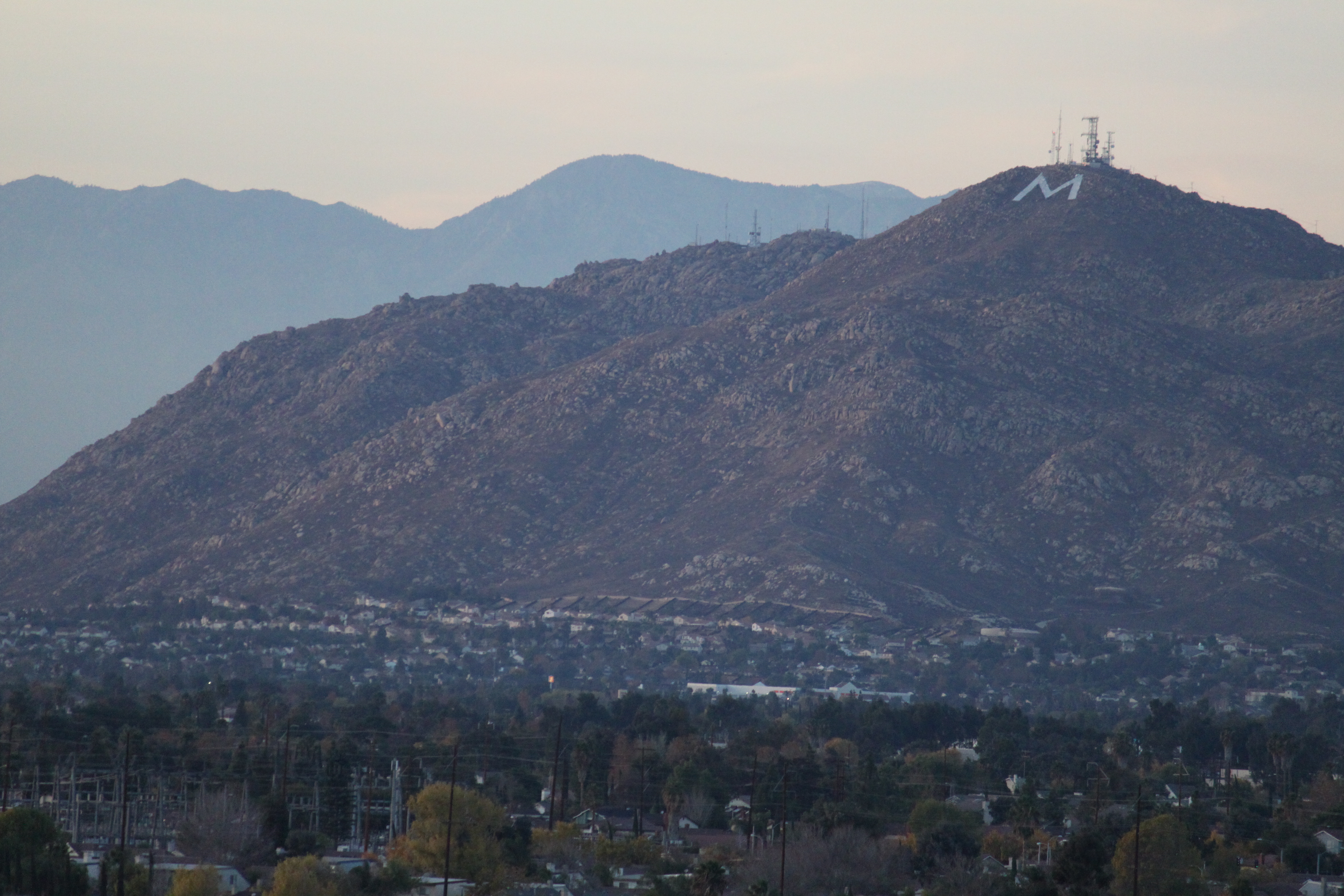
Box Springs Mountain mit "M" auf Moreno Valleys Bergseite

Auf der Riverside zugewandten Seite des Berges befindet sich ein großes "C". Es wurde 1957 größtenteils von Studenten der University of California, Riverside gebaut. E. L. Yeager spendete die Materialien für das C. Der Buchstabe befindet sich heute ungefähr 450 m über dem Campusgelände und war mit Maßen von 40 × 21 m einst der weltgrößte gegossene Buchstabe aus einem Betonblock. Das C wird oft mit Graffiti beschmiert. 
Seit 1966 befindet sich auf Moreno Valleys Seite der Buchstabe "M". Zwischen dem 2. und 6. Dezember 2009 war der Buchstabe erleuchtet, um so das 25-jährige Bestehen von Moreno Valley zu feiern.

## Zwischenfälle
- Am 27. Juni 1954 wurde eine Boeing KC-97G Stratofreighter der United States Air Force (USAF) (Luftfahrzeugkennzeichen 52-2654) 8 Kilometer nördlich der March Air Force Base nahe Riverside (Kalifornien) (USA) gegen den Box Springs Mountain geflogen und stürzte auf einen mit Felsbrocken übersäten Bergrücken. Durch diesen CFIT (Controlled flight into terrain) wurden alle 14 Insassen getötet, sieben Besatzungsmitglieder und 7 Passagiere.[2]